# Schlacht bei Issos
Granikos – Milet – Halikarnassos – Issos – Tyros – Gaugamela – Persische Tore – Jaxartes – Sogdischer Felsen – Fels von Chorienes – Gabai – Hydaspes

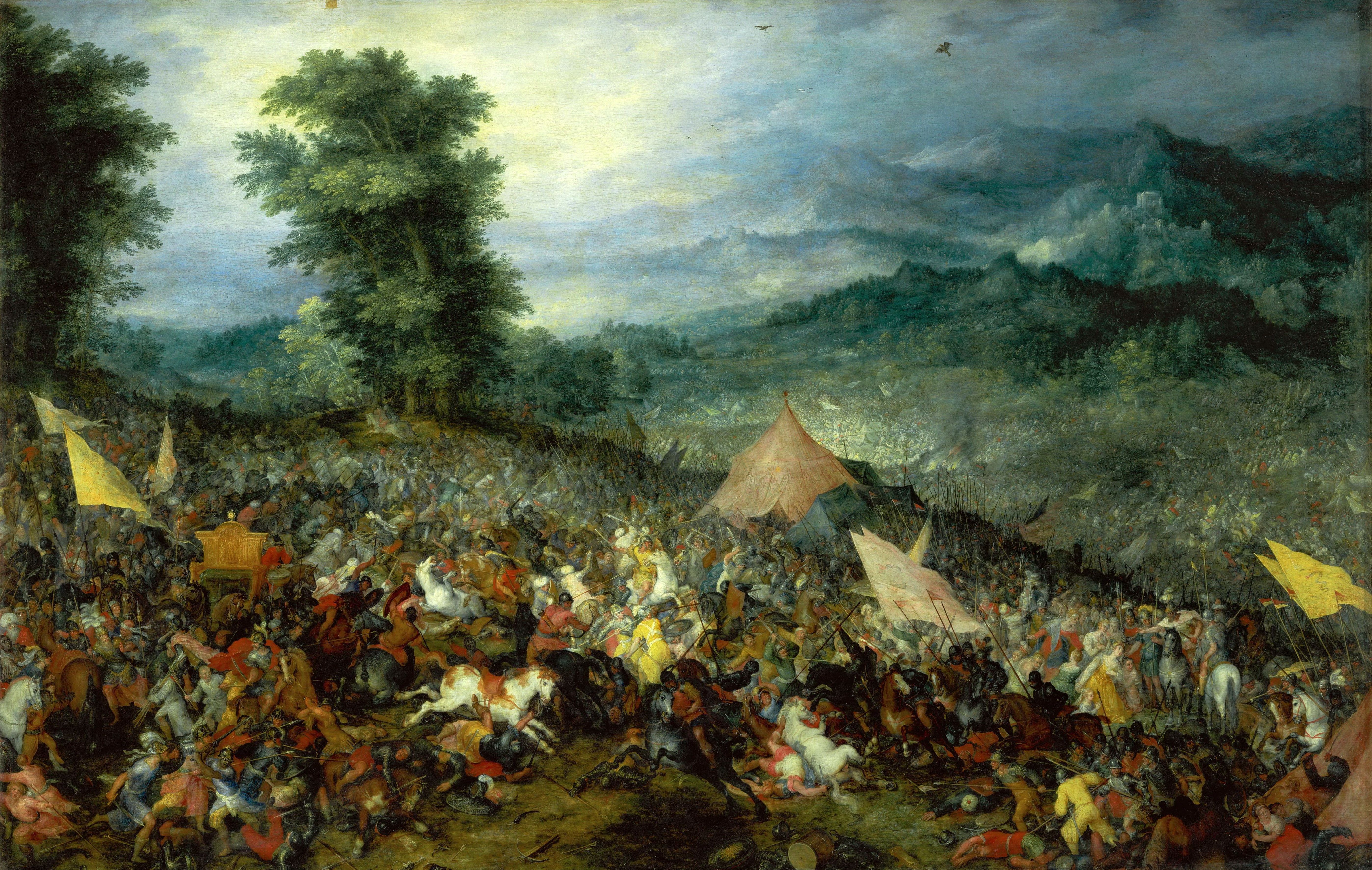
Die Schlacht bei Issos von Jan Brueghel dem Älteren, im Louvre

Die Schlacht bei Issos (auch Issus) im November 333 v. Chr. war das erste direkte Aufeinandertreffen von Alexander dem Großen auf makedonischer und Dareios III. auf persischer Seite. Die Griechen/Makedonen wollten sich – so das offizielle Kriegsziel – mit ihrem Feldzug für die Zerstörungen rächen, die die Perser fast 150 Jahre zuvor in Griechenland, besonders in Athen, verursacht hatten. Alexander strebte jedoch auch nach Ruhm und Eroberungen. Die Schlacht endete mit einem Sieg der Makedonen.

## Ausgangslage

Die Schlacht von Issos im Kontext des Alexanderfeldzuges

Nach seiner Übersetzung aus Griechenland begann Alexander zunächst die verschiedensten Satrapien des persischen Großkönigs an der Mittelmeerküste zu besiegen und zu unterwerfen. Diese kleineren militärischen Maßnahmen dienten einzig und allein dem Zweck, sein gewaltiges Heer zu ernähren, denn durch Reformen seines Vaters Philip II. waren die makedonischen Truppen nur noch mit dem Nötigsten ausgerüstet und mussten dadurch weniger tragen. Im Zuge dieser Eroberungen beziehungsweise Plünderungen beschließt das persische Großreich unter der Herrschaft Dareios III. erstmals, die Konfrontation mit Alexander zu suchen. Dareios III. stellt eine Armee aus den führenden regionalen Satrapen zusammen, die Alexander stellen und vertreiben soll. Dareios III. begeht im Vorfeld einen taktischen Fehler: Memnon von Rhodos, ein griechischer Söldner in Diensten des Großkönigs, rät von einer offenen Feldschlacht ab und empfiehlt einen geordneten Rückzug, bei dem man alles, was als Nahrung dienen könnte, vernichtet und Alexander somit ein komplett kahles Land überlässt, er somit mit einer hungernden Armee unweigerlich zum Umkehren gezwungen ist. Dareios lehnt diesen Vorschlag wohl aus Stolz ab, da der persische Großkönig als Beschützer seines Volkes auftreten muss.
In der vorausgegangenen Schlacht am Granikos (334 v. Chr.) waren persische Kräfte unter Führung der kleinasiatischen Satrapen und deren Söldner den angreifenden Makedonen unterlegen. Das Heer Alexanders rückte über die westlichen Küstenstädte tiefer in persisch beherrschtes Gebiet vor. Die ihm beim weiteren Vormarsch hinderliche Flotte löste Alexander nach Einnahme Milets auf, da sie ohnehin keine Chance gegen die überlegenen persischen Seeverbände gehabt hätte. Er wollte zu Lande zu seinem Ziel Persepolis, der Hauptstadt des persischen Reiches, vorrücken, dessen Großkönig Dareios III. war.
Mit dem Sieg am Granikos hat Alexander die Grundlage für die Fortsetzung seines Zuges ins Herz des Perserreiches gelegt, denn der Weg dorthin lag nun so gut wie offen. Alexander beginnt damit, nach Süden zu ziehen und sich dann entlang der heutigen türkischen Mittelmeerküste immer weiter vorzuschieben.

## Das persische Heer
Das persische Reich ist zum Zeitpunkt der Schlacht eine gewaltige Landmasse. Es erstreckt sich von der heutigen Türkei bis in den heutigen Iran und umfasst auch Teile des heutigen Syrien, Ägypten und Libyen. Durch diese gewaltige Fläche kann Dareios III. auf einen ebenso riesigen Rekrutierungspool zurückgreifen. So ergibt es sich, dass das persische Heer oftmals am Ort der Schlacht die bestehenden Satrapen für eben jene Schlacht rekrutiert. Diese Satrapen führen dann oftmals entweder die lokalen Kampfverbände, also die kampffähigen Männer, oder Söldnertruppen ins Feld. In beiden Fällen sind das keine kampferprobten und durchgedrillten Einheiten, sondern viel mehr recht zusammengewürfelte Haufen, deren Vorteil ihre reine Quantität ist.
Zentraler und wichtigster Oberbefehlshaber der persischen Armee ist der persische Großkönig, von dem erwartet wird, sein Heer in den wichtigsten Schlachten zu führen. Kleinere Gefechte werden von den Generälen angeführt.
Grundsätzlich sind Informationen über das persische Militär aber mit Vorsicht zu betrachten, da, wie auch Duncan Head in seinem Buch The Achaemenid Persian Army betont, wenig persische Quellen überliefert sind und man sich dementsprechend auf die griechischen Quellen verlassen muss: „The sources for Achaemenid military history are mixed. The Persians themselves produced little history, though some of the royal inscriptions provide narratives of events.“

## Das makedonische Heer
Das makedonische Heer wurde schon unter Alexanders Vater, Philipp II., maßgeblich umstrukturiert und revolutioniert. In seinem Bestreben, die griechische Welt unter seiner Herrschaft zu vereinen, entwickelte Philipp II. das makedonische Heer in eine immer professionellere Berufsarmee und funktionierende Einheit.
Er revolutionierte aber nicht nur die Aufstellung der Armee, sondern auch ihre Kampfweise und Bewaffnung. So führte er die Sarissa als zentrale Bewaffnung seiner Armee ein. Die Sarissa war ein ungewöhnlich langer Speer, den die makedonischen Fußsoldaten in Formation trugen. Diese Formation wurde Phalanx genannt und war eine effektive Methode sowohl zur eigenen Verteidigung als auch zum Angriff.
Im Gegensatz zur persischen Armee ist Alexanders Heer deutlich einheitlicher ausgerüstet und bewaffnet, auch wenn nicht von einer Uniform im modernen Sinne gesprochen werden kann. Die makedonischen Infanteristen tragen Helm, Brustpanzer, Schwert und Schild. Zudem sind sie mit Speeren von unterschiedlicher Größe ausgestattet.

## Das Schlachtfeld
Die Schlacht fand nahe des heutigen Iskendrum in der Türkei statt. Das Schlachtfeld war durch natürliche Gegebenheiten begrenzt – auf der einen Seite von einem Meerbusen des Mittelmeeres und auf der anderen vom Fuße des heutigen Nurgebirges. Die Schlachtlinie selbst lag entlang des Flusses Pinarus, was dem Schlachtgeschehen die zusätzliche Schwierigkeit verlieh, dass eine Partei unweigerlich das Wasser eines Gebirgsflusses durchqueren musste, um die andere anzugreifen.
Das Schlachtfeld wurde zur einen Seite von Meer zur anderen von Gebirge abgegrenzt, was große Truppenmanöver erschwerte.

## Schlachtverlauf

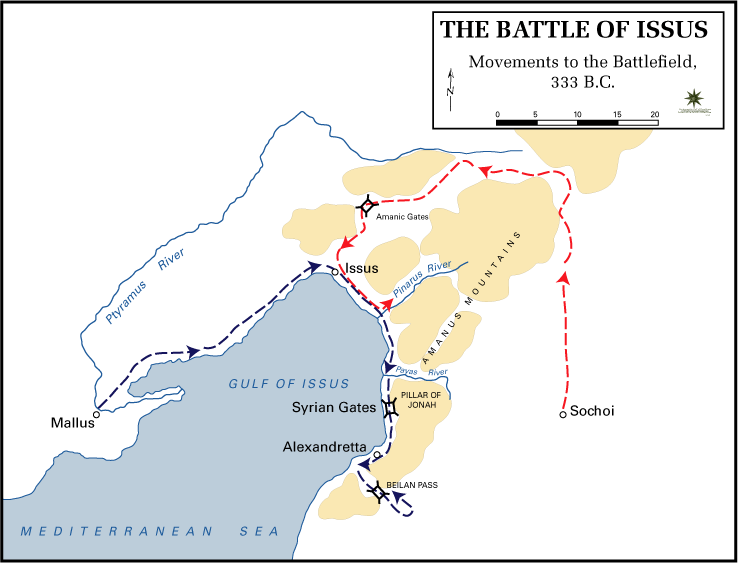
Bewegung der Armeen zum Schlachtfeld. Blau: makedonische Bewegungen und Rot: persische Bewegungen

Anfangsaufstellung der beiden Armeen

### Im Vorfeld der Schlacht
Alexander schickte Parmenion, seinen Heerführer der Fußtruppen und der peloponnesischen Reiterei, voraus. Er sollte zunächst mit seinen 15.000 Soldaten die syrischen Grenzpässe vor den Persern erreichen, blockieren und wieder zu ihm stoßen.
Alexander selbst zog mit seinem Heer zunächst nach Issos und dann auf der Küstenstraße weiter. Hier erwartete er, irgendwann auf den Feind zu treffen. Dareios wiederum hatte sich ebenfalls entschlossen, dem anrückenden Heer Alexanders auf der ihm günstig erscheinenden Ebene nahe Issos Paroli zu bieten. Beide Feldherren wollten den Feind auf für diesen ungünstiges Terrain locken. Mit seiner großen Armee, die er nicht dauerhaft an einem Ort versorgen konnte, marschierte Dareios dann allerdings schließlich auf einer östlich gelegenen Straße zur Stadt Issos und verließ damit die für ihn günstige syrische Ebene. Ohne es zu ahnen, passierten die beiden Heere einander, nur durch einen Gebirgszug getrennt.
Als Dareios in Issos von dort zurückgelassenen feindlichen Soldaten hörte, dass sein Widerpart die Küstenstraße genommen hatte, verfolgte er ihn mit seinen Truppen. Alexander seinerseits beorderte seine Heeresteile in Eilmärschen zurück nach Issos, nachdem er erfahren hatte, dass der Feind in seinem Rücken stand. Das Schlachtfeld war topografisch auf der einen Seite durch das Gebirge, auf der anderen Seite durch das Mittelmeer begrenzt. Die persische Übermacht an Menschen war deshalb in ihrer Wirkung benachteiligt, das Terrain spielte also Alexander in die Hände.

### Die Schlacht
Alexander postierte das Gros seiner Kavallerie auf den rechten Flügel und gesellte sich zu ihr. In der Mitte befand sich die makedonische Phalanx. Auf dem linken Flügel zum Meer hin bewegten sich Reiter und Infanterie unter Parmenion vorwärts. Wie üblich sollten die makedonischen Fußtruppen den Feind binden, bis sich eine Gelegenheit für eine Reiterattacke auf das persische Zentrum ergeben würde.
Dareios stellte seine starke Kavallerie rechts, zum Meer hin, auf. Das flache Gelände war dort für Reiterattacken geradezu ideal. Die Mitte der Front war mit schwer bewaffneten griechischen Söldnern bemannt. Links sollte das traditionell nur leicht bewaffnete persische Fußvolk agieren. Der König wartete mit seiner Garde hinter der Frontmitte auf den Gang der Dinge.
Alexander erteilte den Einheiten den Angriffsbefehl; und ließ sein Heer auf den Feind losmarschieren. Alexanders Phalanx musste zunächst den Fluss Pinaros mit seiner starken Strömung überqueren, was Lücken in die Reihen der Griechen riss. Dies nutzten im Dienste von Dareios stehende griechische Söldner aus und fügten den Angreifern Verluste zu. Auch an der Seite zum Meer hin setzte die persische Kavallerie der griechischen Infanterie und den thessalischen Reitern kräftig zu. Durch sichelförmiges Einschwenken seiner Kavallerie half Alexander den bedrängten Griechen in ihrer kritischen Lage. Anschließend ging er daran, die Flanken des gegnerischen Zentrums anzugreifen. Die zentrale Phalanx verlor also im Laufe des Schlachtgeschehens den Kontakt zu der von Alexander befehligten Kavallerie auf der rechten Seite und musste Verluste hinnehmen, schaffte es dann aber, standhaft zu bleiben. Alexander selbst stieß mit seiner Kavallerie selbst auf die linke Seite des persischen Heeres vor und überraschte durch dieses Manöver die feindliche Infanterie. Das persische Heer hatte nicht mit einem Angriff von der Gebirgsseite her gerechnet. Bei diesem Angriff auf die Flanke waren die persischen Truppen chancenlos.
Nach dem Durchbruch Alexanders entschied sich Dareios III. zur Flucht, obwohl der Ansturm nicht zwingend den griechischen Sieg bedeutet hätte, und besiegelte damit die Niederlage seiner Truppen. Eine eigene Gefangennahme konnte er aber verhindern.

### Der Ausgang der Schlacht
Durch die nicht unbemerkt gebliebene Flucht ihres Befehlshabers waren die persischen Einheiten aber mutlos geworden. Trotz einer keineswegs aussichtslosen Situation zogen sich die Perser einschließlich ihrer Hilfstruppen zurück und überließen den Makedonen den Sieg. Alexander ließ den zurückweichenden Feind vernichten.
Der flüchtende Dareios wurde nicht eingeholt. Der makedonische Heerführer Parmenion rückte nach der Schlacht weiter bis nach Damaskus vor.

## Folgen
Durch seinen Sieg hatte sich Alexander die Tore ins Zentrum des Perserreiches geöffnet und zudem seinen Widersacher trotz oder gerade wegen seiner Flucht einen Imageschaden von bedeutendem Ausmaß zugefügt. Durch seine Flucht, welche die Niederlage bei Issos besiegelte, auch wenn die Schlacht womöglich noch gar nicht verloren war, hatte Dareios III. in der Rolle des persischen Großkönigs, der für den Schutz seiner Untertanen zuständig ist, versagt. Zudem gerieten bei Issos auch Großteile seiner Gefolgschaft und Familie in Alexanders Gefangenschaft, was den persischen König weiter schwächte. Alexander gelang es also bei Issos nicht nur seinen Feldzug fortzuführen und einen bedeutenden Erfolg zu feiern. Er schaffte es ebenfalls, auch wenn dies gar nicht seine eigentliche Absicht gewesen war, das Perserreich von innen zu destabilisieren. Das persische Heer musste sich weitestgehend zurückziehen und war bis zur letztendlichen Entscheidungsschlacht bei Gaugamela 331 v. Chr. damit beschäftigt sich neu aufzustellen und zu reformieren.
Durch den Sieg fiel dem Makedonen faktisch der gesamte Westteil des Perserreiches zu, auch wenn er stellenweise durchaus noch auf erbitterten persischen Widerstand traf. Die Machtposition Alexanders als „Herrscher über Asien“ (siehe auch Gordischer Knoten) wurde begründet. Sein Ansehen bei den Griechen und Makedonen stieg rapide.
Ein Angebot von Dareios III., gegen Freilassung seiner Familienangehörigen Alexander die Herrschaft über die Gebiete bis zum Halys zu überlassen und ein Bündnis mit ihm abzuschließen, lehnte Alexander ab. Ähnlich reagierte er später auf den Vorschlag des Großkönigs, sogar alles Land bis zum Euphrat zu erhalten.
Die Niederlage des persischen Großkönigs gestattete Alexander die Fortsetzung seines Feldzugs über Syrien, Phönizien und Palästina nach Ägypten, während sich Dareios nach Osten zurückzog, um sich auf die Entscheidungsschlacht (Schlacht von Gaugamela) vorzubereiten.

## Beute
Erbeutet oder gefangen genommen wurden von den Makedonen unter anderem:
- die Mutter Sisygambis, Dareios Schwester-Ehefrau Stateira, seine erwachsenen Töchter Stateira und Drypetis und ein kleiner Sohn.
- persische Adlige, darunter Barsine, die Alexander später zu seiner morganatischen Ehefrau machte
- Wagen, Königsmantel, Schild und Bogen des Dareios
- 3000 Talente Bargeld (nach Arrian) und die gesamte Reichskasse in Damaskus, was ausreichte, um alle alten Soldschulden Alexanders und das Heer ein weiteres halbes Jahr lang zu bezahlen.

## Rezeption

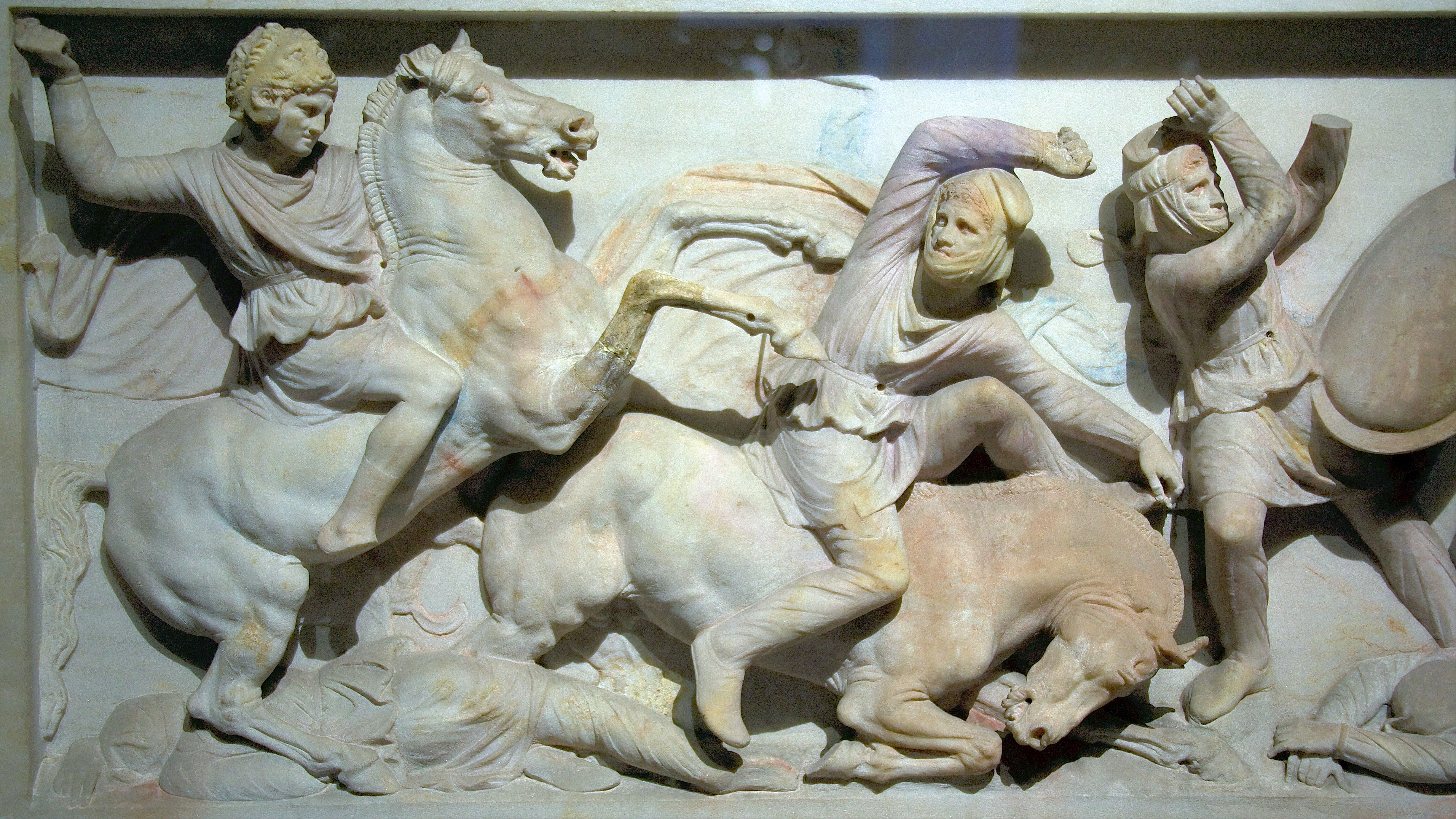
Alexandersarkophag, Abbildung Alexander des Großen in der Schlacht bei Issos (333 v. Chr.)

Eine Darstellung der Schlacht von Issos findet sich auf dem 1887 entdeckten Alexandersarkophag. Der Sarkophag wird auf das Entstehungsjahr 325 v. Chr. datiert.

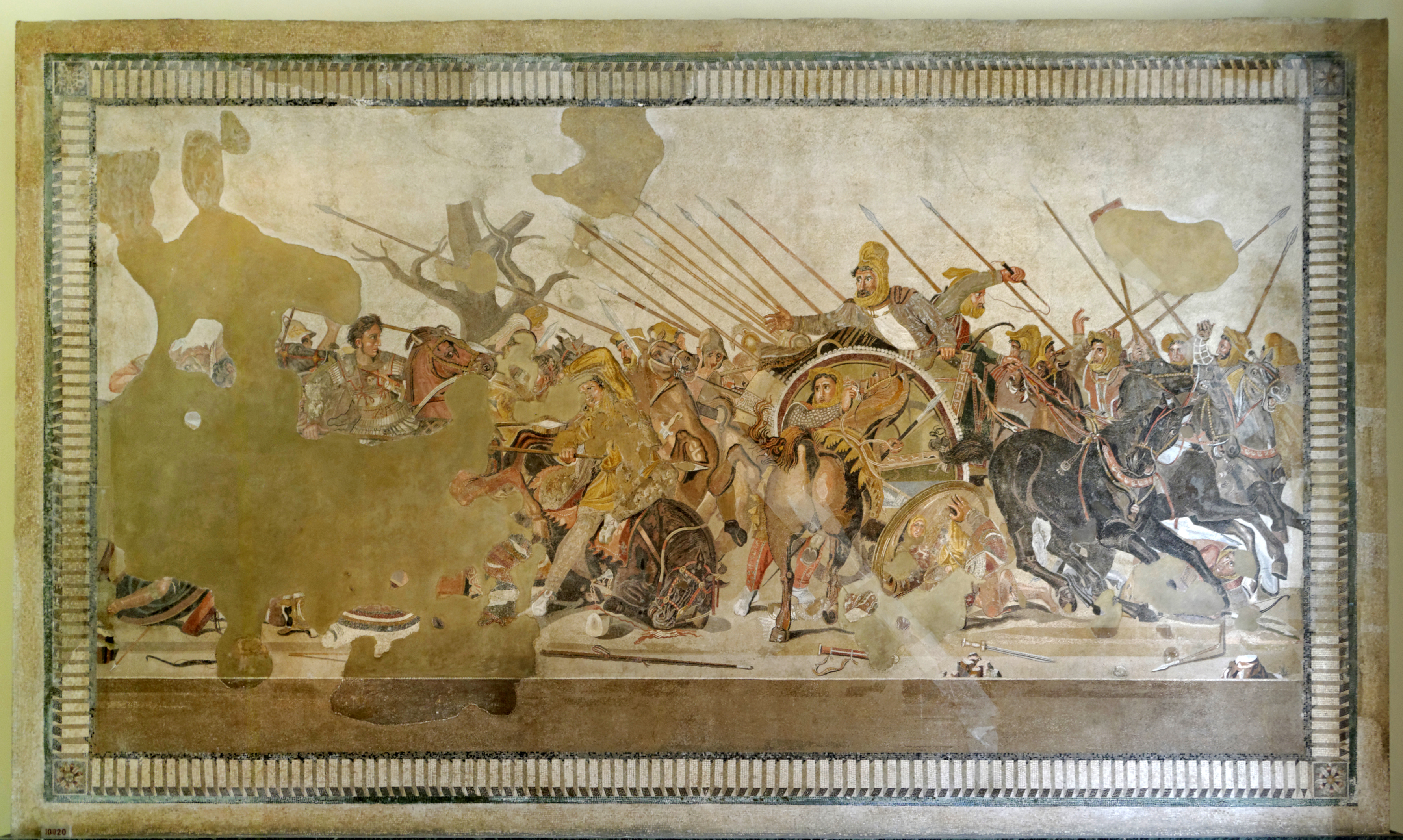
Darstellung auf dem Alexandermosaik in Pompeji

Der Ruhm von Alexanders Schlachten war im Altertum so groß, dass noch Jahrhunderte später im römischen Pompeji ein Mosaikbild (das Alexandermosaik) angefertigt wurde, das eine Kampfszene des jungen makedonischen Königs mit dem persischen Großkönig nachstellt.

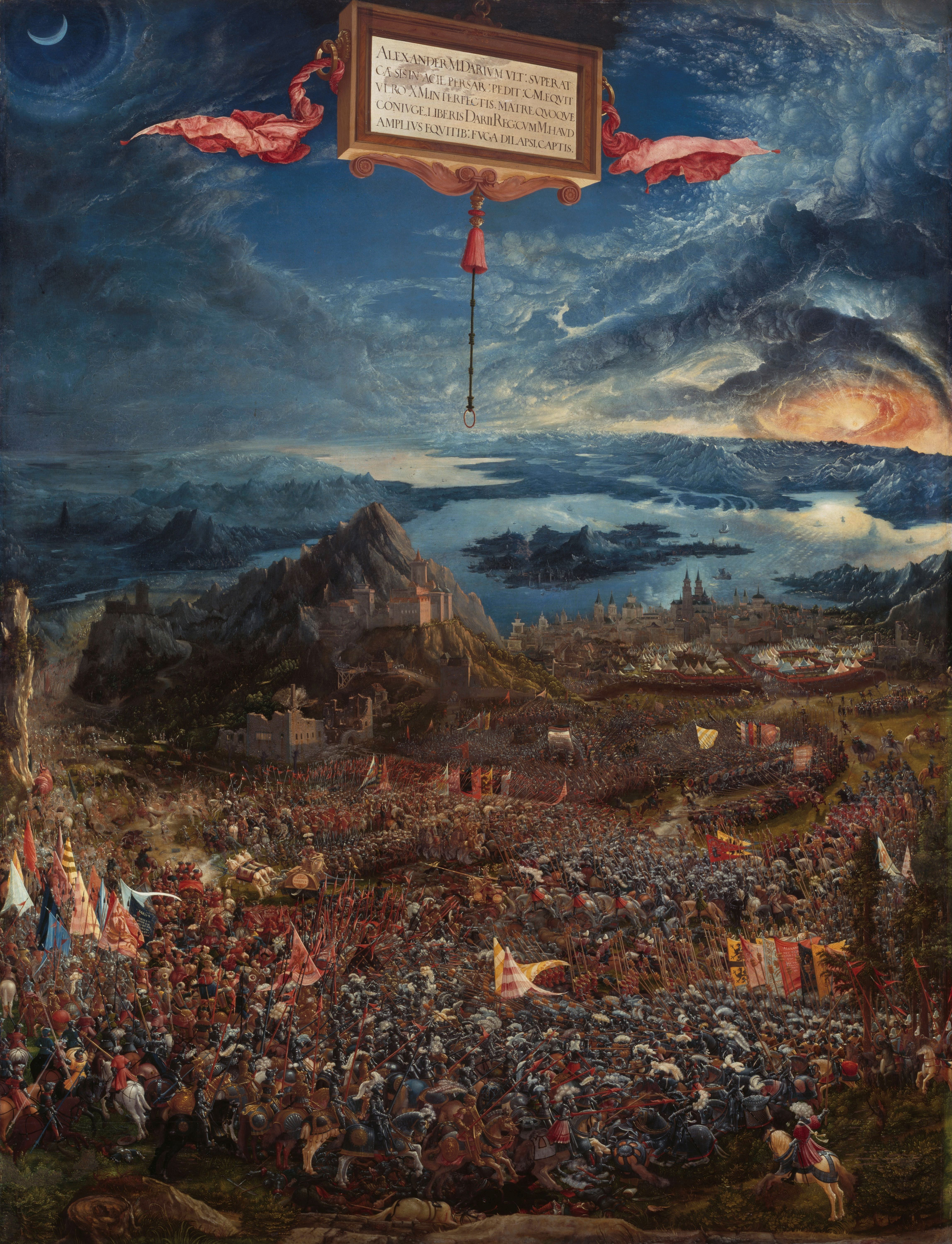
Phantasiedarstellung der Alexanderschlacht von Altdorfer, 1529

Eines der berühmtesten Werke des deutschen Malers Albrecht Altdorfer zeigt die Phantasiedarstellung der Schlacht.
Eine bekannte Eselsbrücke mit Bezug auf eine historische Jahreszahl lautet: „drei, drei, drei - bei Issos Keilerei“.